# آسمانی پاپنبه‌ای
آسمانی پاپنبه‌ای (نام علمی: Anabasis eriopoda) نام یک گونه از سرده آسمانی است. جنس یا سردهٔ آسمانی در ایران ۸ گونه گیاه علفی یک ساله و چند ساله دارد. آسمانی پاپنبه‌ای یکی از ۸ گونهٔ موجود در ایران است.